# Mistrovství světa v ledním hokeji 2018 (Divize I)
Mistrovství Světa v ledním hokeji Divize I v roce 2018 byl mezinárodní hokejový turnaj, pořádaný Mezinárodní hokejovou federací.
Turnaj se dělí na dvě skupiny - skupina Divize IA a skupina Divize IB. Skupiny nejsou rovnocenné a týmy mezi skupinami postupují, resp. sestupují, podle výsledku.

## Skupina A
Skupina A se konala v Budapešti, v Maďarsku, od 22. do 28. dubna 2018. Turnaje se zúčastnilo 6 týmů. 
Polsko, které pořádalo Mistrovství světa v ledním hokeji Divize IA v letech 2015 a 2016, se nabídlo pořádat i turnaj v roce 2018. Poté, co stejný zájem projevilo i Maďarsko, byla kandidatura ze strany Polska stažena právě ve prospěch Budapešti.

### Účastníci
| Tým            | Kvalifikace                                                 |
| -------------- | ----------------------------------------------------------- |
| Slovinsko      | 15. místo v Mistrovství světa v ledním hokeji 2017 - sestup |
| Itálie         | 16. místo v Mistrovství světa v ledním hokeji 2017 - sestup |
| Kazachstán     | 3. místo v Divizi I 2017 - Skupina A                        |
| Polsko         | 4. místo v Divizi I 2017 - Skupina A                        |
| Maďarsko       | Pořadatel, 5. místo v Divizi I 2017 - Skupina A             |
| Velká Británie | 1. místo v Divizi I 2017 - Skupina B - postup               |

### Tabulka
| Poř. | Tým            | Z | V | VP | PP | P | GV | GI | +/- | B  |
| ---- | -------------- | - | - | -- | -- | - | -- | -- | --- | -- |
| 1.   | Velká Británie | 5 | 3 | 1  | 0  | 1 | 16 | 15 | 1   | 11 |
| 2.   | Itálie         | 5 | 3 | 0  | 0  | 2 | 15 | 11 | 4   | 9  |
| 3.   | Kazachstán     | 5 | 3 | 0  | 0  | 2 | 18 | 10 | 8   | 9  |
| 4.   | Maďarsko       | 5 | 2 | 0  | 1  | 2 | 9  | 14 | -5  | 7  |
| 5.   | Slovinsko      | 5 | 2 | 0  | 0  | 3 | 15 | 15 | 0   | 6  |
| 6.   | Polsko         | 5 | 1 | 0  | 0  | 4 | 11 | 19 | -8  | 3  |

|  | Dva týmy postupující na Mistrovství světa v ledním hokeji 2019 (do elitní skupiny) |
|  | Jeden tým sestupující do skupiny B                                                 |

### Zápasy
Všechny časy jsou místní (UTC+2).
| 22. dubna 2018 12:30 | Velká Británie | 3:1 (1:1, 1:0, 1:0) | Slovinsko | Papp László Budapest Sportaréna, Budapešť Návštěvnost: 1 545 |  |

| Report |

| 22. dubna 2018 16:00 | Maďarsko | 0:3 (0:0, 0:0, 0:3) | Kazachstán | Papp László Budapest Sportaréna, Budapešť Návštěvnost: 7 170 |  |

| Report |

| 22. dubna 2018 19:30 | Polsko | 1:3 (1:0, 0:2, 0:1) | Itálie | Papp László Budapest Sportaréna, Budapešť Návštěvnost: 1 100 |  |

| Report |

| 23. dubna 2018 16:00 | Slovinsko | 2:4 (0:1, 1:2, 1:1) | Polsko | Papp László Budapest Sportaréna, Budapešť Návštěvnost: 930 |  |

| Report |

| 23. dubna 2018 19:30 | Itálie | 2:3 (1:0, 1:2, 0:1) | Maďarsko | Papp László Budapest Sportaréna, Budapešť Návštěvnost: 7 150 |  |

| Report |

| 24. dubna 2018 16:00 | Kazachstán | 6:1 (1:1, 2:0, 3:0) | Velká Británie | Papp László Budapest Sportaréna, Budapešť Návštěvnost: 1 345 |  |

| Report |

| 25. dubna 2018 12:30 | Itálie | 3:0 (2:0, 1:0, 0:0) | Kazachstán | Papp László Budapest Sportaréna, Budapešť Návštěvnost: 1 325 |  |

| Report |

| 25. dubna 2018 16:00 | Velká Británie | 5:3 (2:1, 0:2, 3:0) | Polsko | Papp László Budapest Sportaréna, Budapešť Návštěvnost: 1 435 |  |

| Report |

| 25. dubna 2018 19:30 | Slovinsko | 4:1 (1:0, 1:1, 2:0) | Maďarsko | Papp László Budapest Sportaréna, Budapešť Návštěvnost: 7 460 |  |

| Report |

| 26. dubna 2018 19:00 | Polsko | 2:3 (0:2, 2:0, 0:1) | Maďarsko | Papp László Budapest Sportaréna, Budapešť Návštěvnost: 7 370 |  |

| Report |

| 27. dubna 2018 16:00 | Kazachstán | 3:5 (2:2, 1:2, 0:1) | Slovinsko | Papp László Budapest Sportaréna, Budapešť Návštěvnost: 1 645 |  |

| Report |

| 27. dubna 2018 19:30 | Itálie | 3:4 (2:2, 0:1, 1:1) | Velká Británie | Papp László Budapest Sportaréna, Budapešť Návštěvnost: 1 750 |  |

| Report |

| 28. dubna 2018 12:30 | Kazachstán | 6:1 (2:0, 2:1, 2:0) | Polsko | Papp László Budapest Sportaréna, Budapešť Návštěvnost: 1 505 |  |

| Report |

| 28. dubna 2018 16:00 | Slovinsko | 3:4 (1:1, 2:2, 0:1) | Itálie | Papp László Budapest Sportaréna, Budapešť Návštěvnost: 2 465 |  |

| Report |

| 28. dubna 2018 19:30 | Maďarsko | 2:3 po s.n. (1:2) (1:0, 0:0, 1:2 - 0:0) | Velká Británie | Papp László Budapest Sportaréna, Budapešť Návštěvnost: 7 870 |  |

| Report |

## Skupina B
Skupinu B hostilo litevské město Kaunas, ve dnech 22. až 28. dubna 2018. Turnaje se zúčastnilo 6 týmů.

### Účastníci
| Tým        | Kvalifikace                                     |
| ---------- | ----------------------------------------------- |
| Ukrajina   | 6. místo v Divizi I 2017 - Skupina A - sestup   |
| Japonsko   | 2. místo v Divizi I 2017 - Skupina B            |
| Litva      | Pořadatel, 3. místo v Divizi I 2017 - Skupina B |
| Estonsko   | 4. místo v Divizi I 2017 - Skupina B            |
| Chorvatsko | 5. místo v Divizi I 2017 - Skupina B            |
| Rumunsko   | 1. místo v Divizi II 2017 - Skupina A - postup  |

### Tabulka
| Poř. | Tým        | Z | V | VP | PP | P | GV | GI | +/- | B  |
| ---- | ---------- | - | - | -- | -- | - | -- | -- | --- | -- |
| 1.   | Litva      | 5 | 4 | 1  | 0  | 0 | 26 | 9  | 17  | 14 |
| 2.   | Japonsko   | 5 | 2 | 2  | 0  | 1 | 17 | 13 | 4   | 10 |
| 3.   | Estonsko   | 5 | 3 | 0  | 1  | 1 | 10 | 7  | 3   | 10 |
| 4.   | Ukrajina   | 5 | 1 | 0  | 1  | 3 | 10 | 18 | -8  | 4  |
| 5.   | Rumunsko   | 5 | 1 | 0  | 1  | 3 | 12 | 18 | -4  | 4  |
| 6.   | Chorvatsko | 5 | 1 | 0  | 0  | 4 | 11 | 21 | -10 | 3  |

|  | Jeden tým postupující do skupiny A           |
|  | Jeden tým sestupující do skupiny A divize II |

### Zápasy
Všechny časy jsou místní (UTC+3).
| 22. dubna 2018 12:30 | Estonsko | 1:2 po prodl (1:0, 0:1, 0:0 - 0:1) | Japonsko | Žalgiris Arena, Kaunas Návštěvnost: 700 |  |

| Report |

| 22. dubna 2018 16:00 | Rumunsko | 0:3 (0:1, 0:2, 0:0) | Ukrajina | Žalgiris Arena, Kaunas Návštěvnost: 1 545 |  |

| Report |

| 22. dubna 2018 19:30 | Chorvatsko | 0:3 (0:1, 0:2, 0:0) | Litva | Žalgiris Arena, Kaunas Návštěvnost: 6 050 |  |

| Report |

| 23. dubna 2018 12:30 | Ukrajina | 0:2 (0:2, 0:0, 0:0) | Estonsko | Žalgiris Arena, Kaunas Návštěvnost: 160 |  |

| Report |

| 23. dubna 2018 16:00 | Japonsko | 4:3 (1:0, 1:3, 2:0) | Chorvatsko | Žalgiris Arena, Kaunas Návštěvnost: 292 |  |

| Report |

| 23. dubna 2018 19:30 | Litva | 8:3 (3:1, 3:1, 2:1) | Rumunsko | Žalgiris Arena, Kaunas Návštěvnost: 5 760 |  |

| Report |

| 25. dubna 2018 12:30 | Ukrajina | 2:4 (0:3, 0:0, 2:1) | Chorvatsko | Žalgiris Arena, Kaunas Návštěvnost: 221 |  |

| Report |

| 25. dubna 2018 16:00 | Rumunsko | 0:1 (0:0, 0:0, 0:1) | Estonsko | Žalgiris Arena, Kaunas Návštěvnost: 452 |  |

| Report |

| 25. dubna 2018 19:30 | Japonsko | 1:6 (0:2, 0:2, 1:2) | Litva | Žalgiris Arena, Kaunas Návštěvnost: 7 010 |  |

| Report |

| 27. dubna 2018 12:30 | Japonsko | 3:2 po prodl. (1:1, 0:1, 1:0 - 1:0) | Rumunsko | Žalgiris Arena, Kaunas Návštěvnost: 290 |  |

| Report |

| 27. dubna 2018 16:00 | Estonsko | 5:1 (2:0, 1:1, 2:0) | Chorvatsko | Žalgiris Arena, Kaunas Návštěvnost: 1 200 |  |

| Report |

| 27. dubna 2018 19:30 | Litva | 5:4 po prodl. (1:1, 1:1, 2:2 - 1:0) | Ukrajina | Žalgiris Arena, Kaunas Návštěvnost: 7 850 |  |

| Report |

| 28. dubna 2018 12:30 | Chorvatsko | 3:7 (0:2, 1:2, 2:3) | Rumunsko | Žalgiris Arena, Kaunas Návštěvnost: 920 |  |

| Report |

| 28. dubna 2018 16:00 | Ukrajina | 1:7 (0:2, 1:2, 0:3) | Japonsko | Žalgiris Arena, Kaunas Návštěvnost: 3 420 |  |

| Report |

| 28. dubna 2018 19:30 | Litva | 4:1 (2:1, 1:0, 1:0) | Estonsko | Žalgiris Arena, Kaunas Návštěvnost: 10 170 |  |

| Report |